# Плосківська сільська рада (Таращанський район)
| Плосківська сільська рада — колишній орган місцевого самоврядування у Таращанському районі Київської області з адміністративним центром у с. Плоске. Сільській раді підпорядковані населені пункти: - с. Плоске |

## Склад ради
Рада складається з 15 депутатів та голови.

### Керівний склад ради
| ПІБ                          | Основні відомості                                                                       | Дата обрання | Дата звільнення |
| ---------------------------- | --------------------------------------------------------------------------------------- | ------------ | --------------- |
| Плуговенко Сергій Арсеньович | Сільський голова, 1958 року народження, освіта, член Української Народної Партії        | 26.03.2006   | 31.10.2010      |
| Плуговенко Сергій Арсеньович | Сільський голова, 1958 року народження, освіта середня спеціальна, член Партії регіонів | 31.10.2010   |                 |

Примітка: таблиця складена за даними джерела